# Xuân Thủy
Xuân Thủy (2 tháng 9 năm 1912 – 18 tháng 6 năm 1985) là một nhà cách mạng, chính khách, nhà ngoại giao, nhà thơ và nhà báo Việt Nam. Ông từng là Bộ trưởng Bộ Ngoại giao của Việt Nam Dân chủ Cộng hòa, Trưởng đoàn đàm phán của Chính phủ Việt Nam Dân chủ Cộng hòa tại Hội nghị Paris (1968–1973), Tổng Thư ký Ủy ban Thường vụ Quốc hội, Trưởng Ban Dân vận và Mặt trận Trung ương, Phó Chủ tịch kiêm Tổng thư ký Hội đồng Nhà nước.

## Thân thế
Ông tên thật là Nguyễn Trọng Nhâm, sinh ngày 2 tháng 9 năm 1912 tại thôn Hòe Thị, xã Xuân Phương, huyện Từ Liêm (nay là phố Hòe Thị, phường Xuân Phương), thành phố Hà Nội. Ông là người cùng làng và sinh cùng năm với bác sĩ Trần Duy Hưng, một nhà cách mạng khác của Việt Nam.
Xuất thân trong một gia đình truyền thống Nho giáo, nhưng từ nhỏ ông được giáo dục trong môi trường văn hóa Công giáo tại quê nhà, sau đó được đưa lên Hà Nội học.

## Tham gia báo chí cách mạng
Thời gian học tại Hà Nội, ông bắt đầu tham gia sinh hoạt trong một số tổ chức yêu nước, chủ trương chống thực dân. Ông bắt đầu làm ký giả từ thập niên 1930 và hoạt động cách mạng từ năm 1932 thông qua báo chí. Bút danh "Xuân Thủy" của ông ra đời trong thời kỳ này và trở thành tên gọi của ông suốt nhiều năm cho đến khi ông qua đời.
Hoạt động của ông sớm bị chính quyền thực dân Pháp chú ý. Từ năm 1938 đến 1943, ông nhiều lần bị bắt giam, bị đưa đi lưu đày, nhưng ông vẫn tiếp tục hoạt động trong lĩnh vực báo chí cách mạng chống thực dân. Ngay trong thời kỳ bị giam tại nhà tù Sơn La, ông cùng Trần Huy Liệu vẫn ra một tờ báo bí mật hai tháng một kỳ có tên gọi là Suối Reo. Ông được kết nạp vào Đảng Cộng sản Đông Dương năm 1941.
Đầu năm 1944, ông được trả tự do. Tuy nhiên, ông trở lại hoạt động cách mạng trong phòng trào Việt Minh, làm Chủ nhiệm tờ Cứu Quốc, tờ báo của Tổng bộ Việt Minh từ thời kỳ bí mật khi tờ báo còn đặt ở Núi Thầy (1944). Lúc này ông phụ trách tờ báo trực tiếp dưới sự lãnh đạo của Tổng bí thư Trường Chinh. Khi Cách mạng Tháng Tám thành công, tờ báo Cứu Quốc ra công khai, phát hành hàng ngày. Ông vẫn tiếp tục tích cực tham gia hoạt động cho tờ báo lúc này có trụ sở ở Bờ Hồ (trụ sở tờ Hà Nội mới ngày này). Ông được bầu làm Đại biểu Quốc hội Việt Nam khóa I đầu năm 1946, đại biểu tỉnh Hà Đông.
Khi Kháng chiến toàn quốc bùng nổ, ông lại theo tờ báo Cứu Quốc lên chiến khu Việt Bắc. Năm 1948, ông được bầu làm Ủy viên thường trực Thường vụ Tổng bộ Việt Minh và giữ cương vị này cho đến năm 1950. Năm 1949, ông tổ chức lớp đào tạo cán bộ làm báo mang tên Huỳnh Thúc Kháng, được xem như người đặt nền móng trong việc đào tạo lớp nhà báo đầu tiêu cho Kháng chiến. Năm 1950, ông được bầu làm Chủ tịch Hội những người viết báo Việt Nam khóa I. Năm 1951, ông được bầu làm Trưởng ban Thư ký Ủy ban Trung ương Mặt trận Liên Việt.

## Hoạt động chính trị - ngoại giao
Năm 1955, chính phủ Việt Nam Dân chủ Cộng hòa tiếp quản quyền kiểm soát hoàn toàn miền Bắc Việt Nam. Ông rời báo Cứu Quốc và được bầu làm Ủy viên Ban chấp hành Trung ương Đảng Lao động Việt Nam.
Ông từng làm Bộ trưởng Bộ Ngoại giao (1963–1965) và là Trưởng đoàn đàm phán của Chính phủ Việt Nam Dân chủ Cộng hòa (1968–1973) tại Hội nghị Paris.

### Nhà ngoại giao, nhà hoạt động chính trị

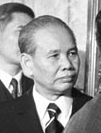
Xuân Thủy năm 1973

Ông chuyển sang công tác ngoại giao từ năm 1963 và giữ chức Bộ trưởng Bộ Ngoại giao từ năm tháng 4 năm 1963 đến tháng 4 năm 1965. Ông là người góp phần tích cực vào thành công của Hiệp định Hòa bình Paris với vai trò là Trưởng đoàn đàm phán của chính phủ Việt Nam Dân chủ Cộng hòa (ông giữ vai trò này từ năm 1968 cho đến khi hiệp định được ký kết năm 1973 với hàm Bộ trưởng) tại Hội nghị Paris về chấm dứt chiến tranh và lập lại hòa bình tại Việt Nam.

## Các chức vụ trong Nhà nước, Đảng, Quốc hội, đoàn thể
Ông liên tục là Đại biểu Quốc hội từ khóa I (1946) đến khóa VIII (1987, nhưng mất năm 1985) và giữ chức Phó Chủ tịch Ủy ban Thường vụ Quốc hội từ khoá II đến khoá VI (1960-1981). Ông là Phó Chủ tịch Hội đồng Nhà nước kiêm Tổng Thư ký năm 1981-1982. Năm 1981, ông là Phó Chủ tịch Quốc hội khoá VII.
Ông là cán bộ chủ chốt của Mặt trận Dân tộc Thống nhất Việt Nam từ năm 1945 đến khi mất: Trưởng ban Thư ký Uỷ ban Trung ương Mặt trận Liên Việt, sau đổi thành Tổng Thư ký Uỷ ban Trung ương Mặt trận Tổ quốc Việt Nam (1951-1963); Bí thư Đảng đoàn Uỷ ban Trung ương Mặt trận Tổ quốc Việt Nam, liên tục là Uỷ viên Đoàn Chủ tịch Mặt trận Tổ quốc Việt Nam.
Năm 1955, Xuân Thủy được bầu làm Ủy viên Dự khuyết Ban Chấp hành Trung ương Đảng Cộng sản Việt Nam và là Ủy viên Chính thức từ năm 1960 đến năm 1982. Năm 1968 được bầu vào Ban Bí thư Trung ương Đảng và giữ cương vị này đến năm 1982.
Ngoài chức vụ Bộ trưởng Bộ Ngoại giao (1963–1965) và là Trưởng đoàn đàm phán của Chính phủ Việt Nam Dân chủ Cộng hòa (1968–1973) tại Hội nghị Paris ông còn giữ các chức vụ:
- Phụ trách Uỷ ban Bảo vệ hoà bình thế giới của Việt Nam (1952); Phụ trách Uỷ ban đoàn kết Á-Phi của Việt Nam (1957); Uỷ viên Hội đồng Hoà bình thế giới (1954)
- Chủ tịch Hội những người viết báo Việt Nam khoá I (1950), khoá II (1959) và là uỷ viên Ban chấp hành Tổ chức quốc tế các nhà báo (OIJ)
- Chủ tịch Hội Hữu nghị Việt-Xô (1980);Chủ tịch Hội Hữu nghị Việt Trung (1960)
- Phó trưởng đoàn đại biểu Việt Nam Dân chủ Cộng hoà tại Hội nghị Genève về Lào (1961)
- Trưởng đoàn đại biểu Chính phủ Việt Nam Dân chủ Cộng hoà tại Hội nghị Paris về Việt Nam (1968–1973)

Ngoài ra, trong thời gian từ 1968 đến 1982 ông còn đảm nhiệm những chức vụ:
- Trưởng ban Đối ngoại Trung ương Đảng
- Trưởng ban Cán sự Đảng ngoài nước
- Trưởng ban hoạt động quốc tế của Trung ương Đảng
- Trưởng ban công tác miền Tây
- Trưởng ban Dân vận và Mặt trận Trung ương

Ông mất ngày 18 tháng 6 năm 1985 tại nhà riêng 36 Lý Thường Kiệt (nay là Bảo tàng Hội Liên hiệp Phụ nữ Việt Nam), hưởng thọ 73 tuổi và an táng tại Nghĩa trang Mai Dịch.

## Phong tặng
Ông được tặng thưởng: Huân chương Hồ Chí Minh; Huân chương Độc lập hạng Nhất và Huân chương Kháng chiến hạng Nhất.

## Tác phẩm
Xuân Thủy là nhà báo Việt Nam tham gia vào Ban Chấp hành của Tổ chức Nhà báo Quốc tế OIJ. Bản thân ông đã nhận được phần thưởng từ tổ chức này.
Xuân Thủy còn là một nhà thơ và ông cũng dịch nhiều thơ. Ông là người đã dịch bài thơ Nguyên tiêu của Hồ Chí Minh ra tiếng Việt với tên gọi là Rằm tháng Giêng. Các bài thơ của ông được trích giảng trong các nhà trường phổ thông và đại học trong nước và có trong Tuyển tập Xuân Thủy.
Tác phẩm cuối cùng của ông là tập hồi ký Những chặng đường báo Cứu quốc.
Ông còn có bút danh "Chu Lang", nhưng ít sử dụng.
Tác phẩm chính
- Thơ Xuân Thủy (tập thơ, 1974)
- Đường xuân (tập thơ, 1979)

## Hình ảnh công cộng
Hiện nay tên ông được đặt cho một tuyến đường lớn ở quận Cầu Giấy, Hà Nội, giao cắt với các con đường lớn như đường Phạm Văn Đồng, Hồ Tùng Mậu và Phạm Hùng. Đường Xuân Thủy cũng là nơi có trường đại học lớn nhất Việt Nam: Đại học Quốc gia Hà Nội, cùng với một số trường đại học có truyền thống lâu đời: Trường Đại học Ngoại ngữ, Trường Đại học Sư phạm Hà Nội và Học viện Báo chí và Tuyên truyền.
Tên ông cũng được đặt cho một tuyến đường chính trong khu Thảo Điền ở Thành phố Thủ Đức, Thành phố Hồ Chí Minh.